# Adesmia tehuelcha
Adesmia tehuelcha är en ärtväxtart som beskrevs av Carlos Luis Spegazzini. Adesmia tehuelcha ingår i släktet Adesmia och familjen ärtväxter. Inga underarter finns listade i Catalogue of Life.